# Imara (geslacht)
Imara is een geslacht van vlinders van de familie Castniidae, uit de onderfamilie Castniinae.

## Soorten
- I. pallasia (Eschscholtz, 1821)
- I. satrapes (Kollar, 1839)